# Oxytropis tashkurensis
Oxytropis tashkurensis là một loài thực vật có hoa trong họ Đậu. Loài này được Cheng f. ex X.Y. Zhu et al. mô tả khoa học đầu tiên năm 2000.